# Oraovica (Grdelica)
Oraovica (Grdelica) (em cirílico: Ораовица (Грделица)) é uma vila da Sérvia localizada no município de Leskovac, pertencente ao distrito de Jablanica, na região de Jablanica. A sua população era de 1961 habitantes segundo o censo de 2002.

## Demografia
| 1948  | 1953  | 1961  | 1971  | 1981  | 1991  | 2002  | 2011  |
| ----- | ----- | ----- | ----- | ----- | ----- | ----- | ----- |
| 1 929 | 2 113 | 2 267 | 2 289 | 2 361 | 2 165 | 2 210 | 1 961 |